# Ništavci
Ništavci (cyr. Ништавци) – wieś w Bośni i Hercegowinie, w Republice Serbskiej, w mieście Prijedor. W 2013 roku liczyła 191 mieszkańców.